# Kostelany nad Moravou
Kostelany nad Moravou jsou obec v okrese Uherské Hradiště ve Zlínském kraji. Obec je součástí rozsáhlé rovinaté údolní nivy řeky Moravy. Žije zde 896 obyvatel.
Obec je součástí projektu „Agentury pro rozvoj turistiky na Baťově kanálu“. Jako součást projektu bylo v obci vybudováno přístaviště, které leží na řece Moravě.
Každý rok 25. prosince občané na historickém nýtovaném mostě u obce rozsvěcují svíčky, uložené v zavařovacích sklenicích a poskládají je do nějakého obrazce. Polovina obrazce se odráží na hladině a polovina visí na mostě. V roce 2022 to byl pšeničný klas jako podpora Ukrajiny ve válce.

## Historie
První písemná zmínka o obci pochází z roku 1141 (Kostelaz).

## Obyvatelstvo
| Rok            | 1869 | 1880 | 1890 | 1900 | 1910 | 1921 | 1930 | 1950 | 1961  | 1970  | 1980 | 1991 | 2001 | 2011 | 2021 |
| -------------- | ---- | ---- | ---- | ---- | ---- | ---- | ---- | ---- | ----- | ----- | ---- | ---- | ---- | ---- | ---- |
| Počet obyvatel | 635  | 702  | 758  | 817  | 865  | 932  | 895  | 919  | 1 035 | 1 042 | 968  | 906  | 888  | 887  | 843  |
| Počet domů     | 120  | 129  | 138  | 141  | 156  | 168  | 194  | 221  | 239   | 253   | 266  | 284  | 303  | 314  | 319  |

## Obecní správa

### Obecní symboly
Znak a vlajka byly obci uděleny rozhodnutím předsedy Poslanecké sněmovny Parlamentu České republiky dne 9. dubna 2002.

## Pamětihodnosti
- Katolický kostel zasvěcený svatému Florianu
- Ocelový silniční most přes řeku Moravu, postaven roku 1910, 84 metrů dlouhý. V roce 1997 prohlášen kulturní památkou.
- Přírodní památka Tůň u Kostelan (mrtvé rameno řeky Moravy)
- Pomník obětem první světové války
- Pomník vojákům Rudé armády
- Přístaviště na Baťově kanálu
- Socha svatého Jana Nepomuckého
- Mariánský sloup

## Galerie

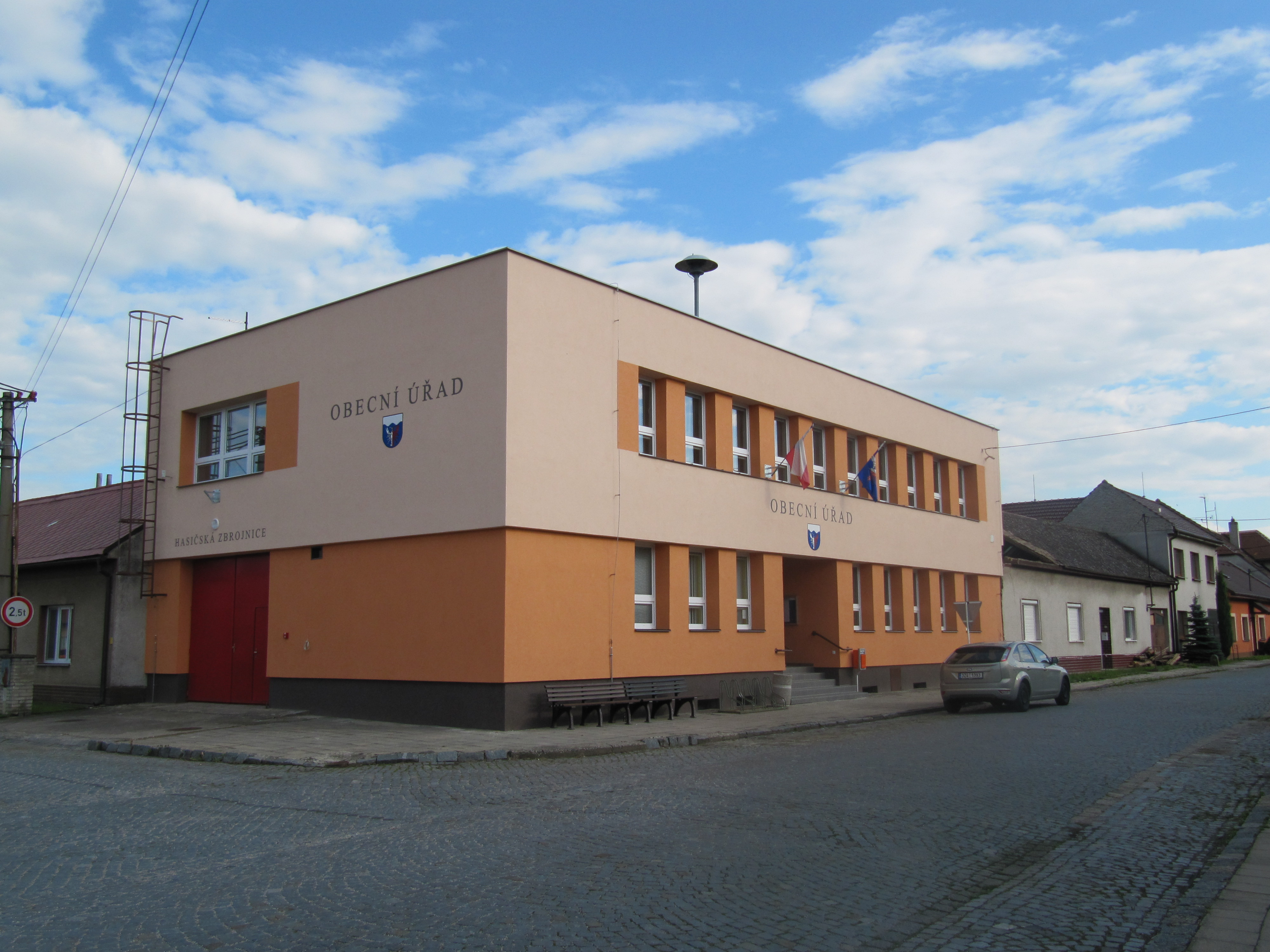
Obecní úřad
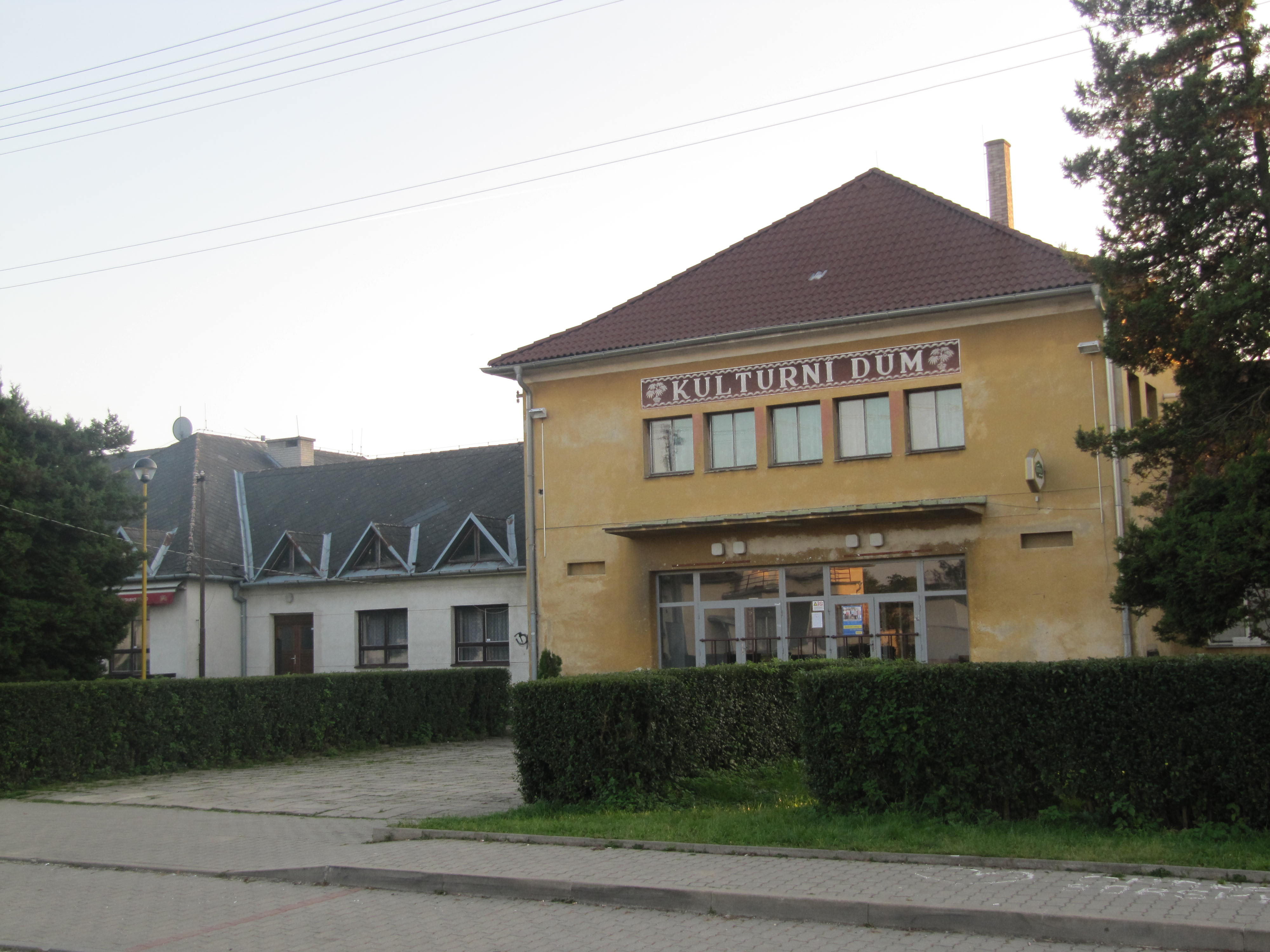
Kulturní dům
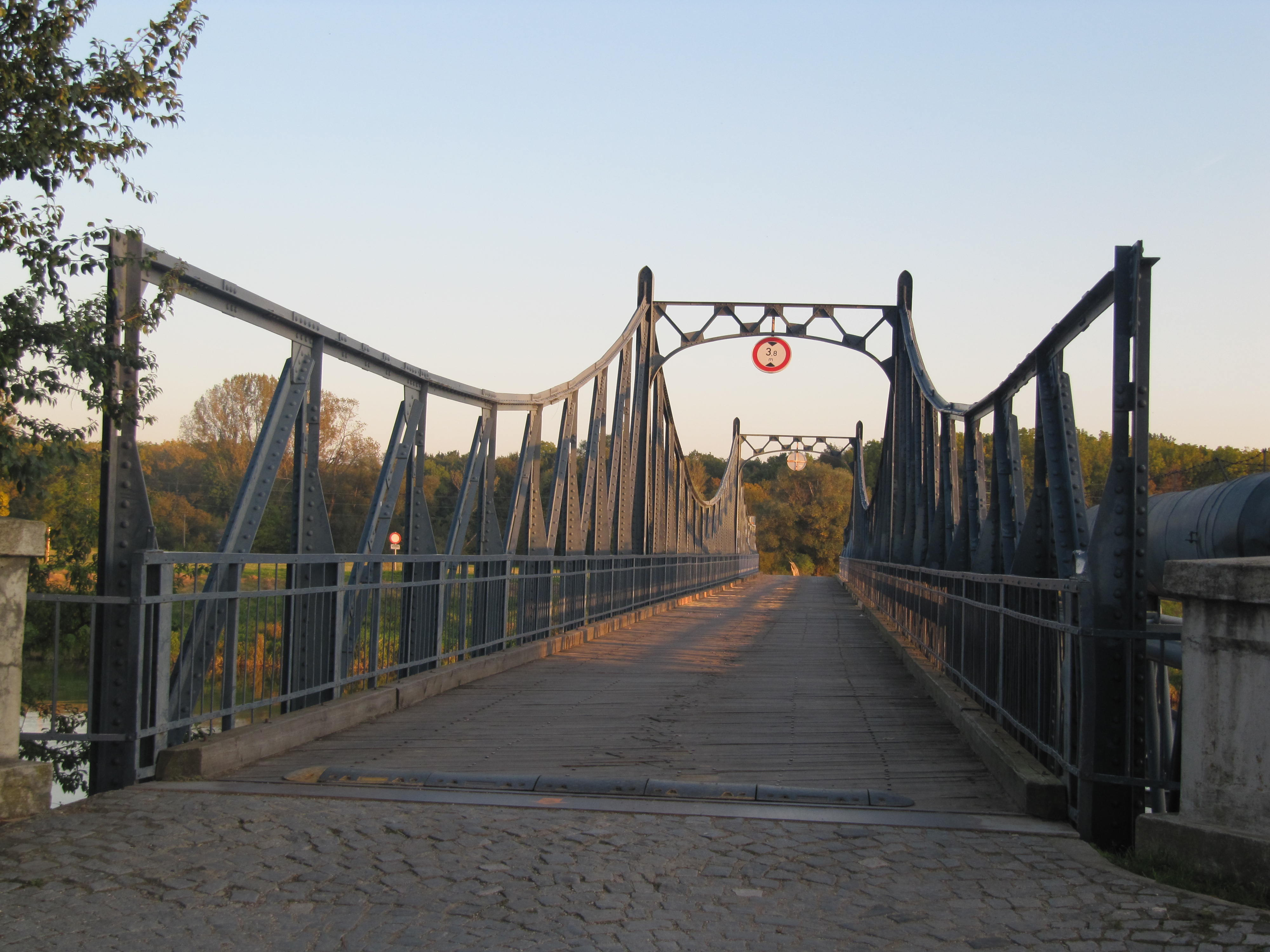
Historický most
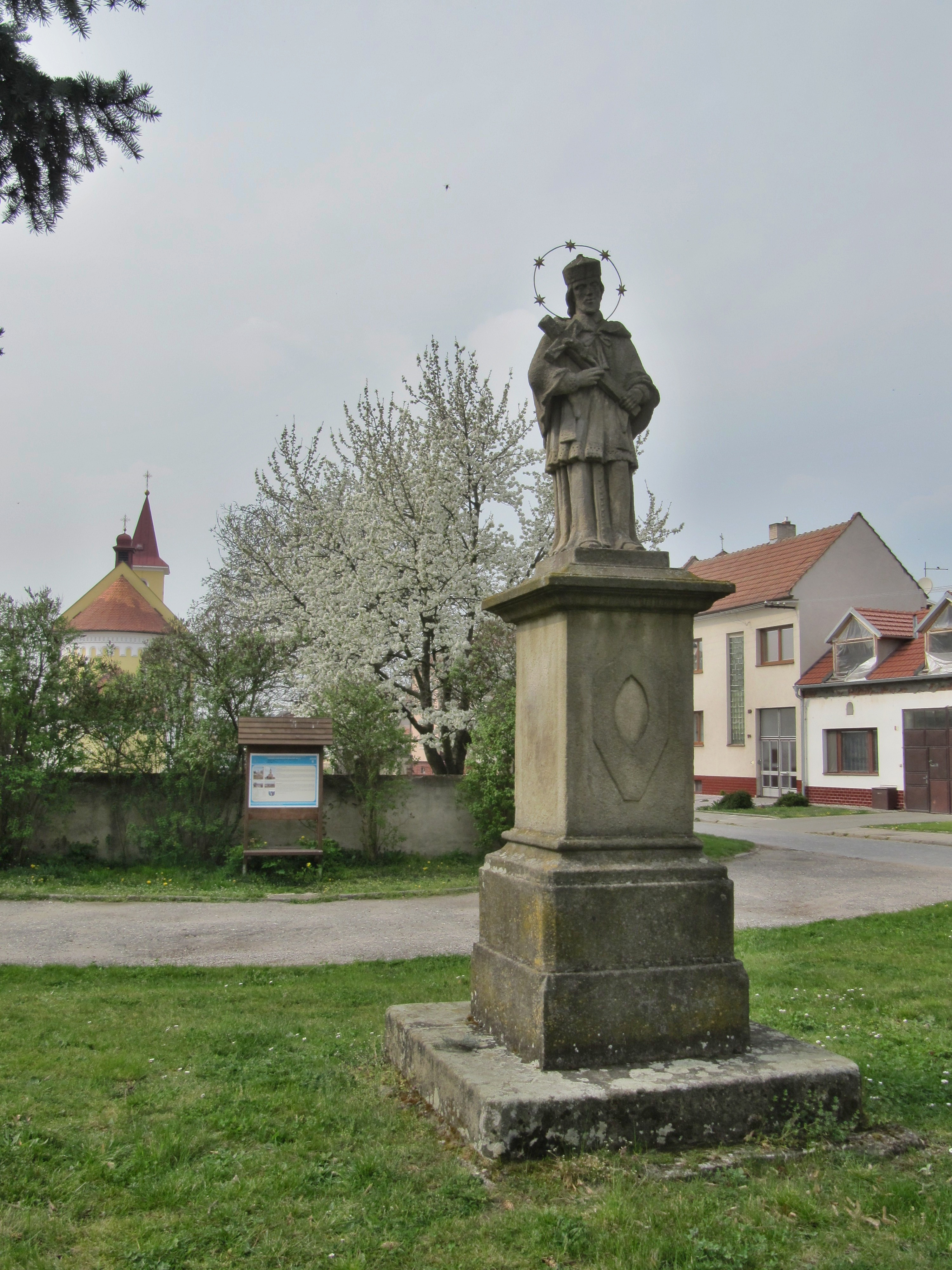
Socha svatého Jana Nepomuckého
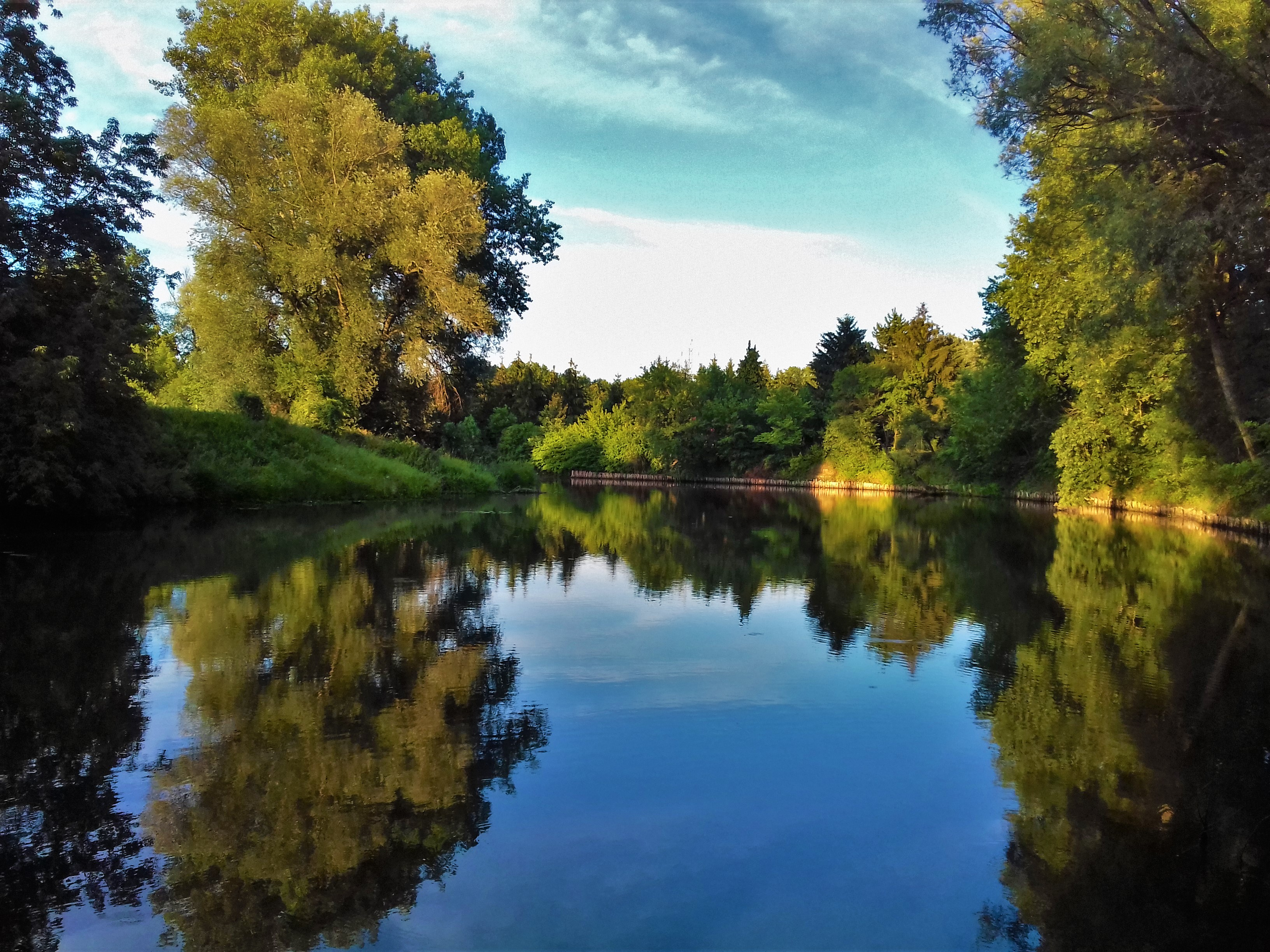
Tůň u Kostelan